# 山地藓属
山地藓属（学名：Arthrocardia）为蕨藓科的一个属。

## 物种
本属包括以下物种：
- 山地藓 Osterwaldiella monostricta Fleischer ex Brotherus, 1925